# Agrostis merxmuelleri
Agrostis merxmuelleri é uma espécie de gramínea do gênero Agrostis, pertencente à família Poaceae.